# 黄书元
黄书元（1956年10月—），男，汉族，安徽舒城人，中华人民共和国出版家，第十一、十二届全国政协委员。曾任人民出版社社长、党委书记。

## 生平
1982年毕业于安徽师范大学中文系，毕业后进入出版界，历任安徽教育出版社副社长、社长，安徽省新闻出版局副局长，安徽省出版总社副社长，人民出版社社长、党委书记。2008年，当选第十一届全国政协委员，代表新闻出版界，分入第四十四组，并担任文史和学习委员会专委。

## 荣誉
多次荣获全国新闻出版系统先进工作者称号，入选中宣部首批“四个一批”人才，被评为“全国百佳新闻出版工作者”，获得第三届中国出版政府奖优秀出版人物奖。2011年被评为全国出版系统先进个人。2014年11月荣获第十二届韬奋出版奖。2015年当选为中国十大出版人物。2017年荣获中国版权卓越成就者奖。2019年荣获中共中央、国务院、中央军委颁发的“庆祝中华人民共和国成立70周年”纪念章。